# Cosecharás tu siembra (álbum)
Cosecharás tu siembra es el nombre del décimo noveno álbum de estudio de la cantante Argentina Gladys, la Bomba Tucumana lanzado el 9 de diciembre de 2016.

## Producción

### Grabación
La grabación de este disco se produjo en los meses de julio, agosto y septiembre  de 2016 en los estudios De La Cruz Records para ser lanzado en el mercado en diciembre del mismo año. Este álbum fue producido por  Santiago Ariel Griffo y distribuido por el sello discográfico Leader Music, primer disco de Gladys bajo esta compañía. 
Su grabación se comenzó en San Miguel de Tucumán la provincia natal de Gladys y se finalizó en Buenos Aires
Una de las canciones del álbum llamada "Te llevo en el alma Tucumán" hace referencia a su admiración por su provincia.
El disco cuenta con dos canciones escritas por su hijo Santiago Ariel Griffo conocido como Tyago Griffo que también es productor del disco.
El nombre oficial del disco es Cosecharás tu siembra frase que Gladys tiene tatuada en su brazo derecho.

### Lanzamiento
El disco se lanzó oficialmente en diciembre del año 2016.

## Lista de temas
| Cosecharás tu siembra |                               |                                         |          |  |
| N.º                   | Título                        | Escritor(es)                            | Duración |  |
| 1.                    | «El amor de mi vida»          | José María Llanos                       | 4:15     |  |
| 2.                    | «No soy una tonta»            | Juan Manuel Miño, Santiago Ariel Griffo | 2:45     |  |
| 3.                    | «La pollera amarilla»         | Diego Ramón Espinosa Soto               | 3:29     |  |
| 4.                    | «Olfato femenino»             | Alejandro Miguel Vezzani Liendo         | 3:21     |  |
| 5.                    | «No me llames, por favor»     | Gladys Jiménez                          | 3:20     |  |
| 6.                    | «Me reiré de ti»              | Santiago Ariel Griffo, José Ruíz        | 3:20     |  |
| 7.                    | «Te llevo en el alma Tucumán» | Gladys Jiménez, Rama Danilo             | 3:22     |  |
| 8.                    | «Caprichosa»                  | Julio E. Olivio                         | 3:09     |  |
| 9.                    | «Quiéreme»                    | Antonio Raúl Fernández González         | 4:12     |  |
| 10.                   | «Yo aquí te espero»           | Gladys Jiménez, Rama Danilo             | 2:36     |  |
| 32:29                 |                               |                                         |          |  |

## Premios y reconocimientos
Cosecharás tu siembra recibió la certificación de Disco de Oro por lograr récords de ventas por más de 50 000 discos venidos, este álbum también ganó el premio Gardel a mejor Álbum Artista Femenina Tropical en la edición del año 2017.
- Datos: Q45322154

1. ↑  «Gladys ·” La Bomba Tucumana” ganó el  Premio Gardel 2017 al mejor álbum Femenino Tropical». El Siglo Web Tucumán. 7 de junio de 2017. Consultado el 14 de diciembre de 2017.